# بيل فورمان
بيل فورمان (بالإنجليزية: Bill Forman)‏ هو لاعب كرة قاعدة أمريكي، ولد في 10 أكتوبر 1886 في Venango, Pennsylvania ‏ في الولايات المتحدة، وتوفي في 2 أكتوبر 1958 في يونيونتاون في الولايات المتحدة.

## وصلات خارجية
- بيل فورمان على موقعبيزبول رفرنس.كوم (الدوري الرئيسي) (الإنجليزية)